# Новичков, Виктор Емельянович
Виктор Емельянович Новичков — советский хозяйственный, государственный и политический деятель.

## Биография
Родился в 1916 году в Барышском районе. Член КПСС с 1941 года.
С 1932 года — на хозяйственной, общественной и политической работе. В 1932—1984 гг. — рабочий фабрики, техник, техник смены, начальник цеха сланцевого комбината имени Кирова в Ленинградской области, красноармеец, инструктор ЦК КП(б) Таджикистана, участник Великой Отечественной войны, директор Душанбинского механического завода имени Орджоникидзе, первый заместитель председателя Душанбинского горисполкома, первый заместитель председателя Совета Министров Таджикской ССР, заместитель председателя Совета Министров Таджикской ССР, вновь первый заместитель председателя Совета Министров Таджикской ССР.
Избирался депутатом Верховного Совета СССР 6-го и 9-го созывов, Верховного Совета Таджикской ССР 5-го, 7-го, 8-го и 10-го созывов.
Умер в Москве после 1989 года.